# Nicolaj Ruhnow
Nicolaj Manuel Ruhnow (* 18. Oktober 1973 in Rastatt) ist ein deutscher Sänger und Liedtexter, der vor allem in den Bereichen Heavy Metal, Power Metal, Progressive Metal und Stoner Metal tätig ist. Er ist unter anderem bekannt als Sänger von Domain, Tokyo Blade, Nick Hellfort, Irony, Mojo Blizzard und Timeless Rage.

## Biografie
Ruhnow begann seine musikalische Laufbahn Anfang der 2000er-Jahre. Neben seiner Tätigkeit als Sänger war er bei all seinen Bands und Projekten vollständig für die lyrischen Inhalte (Texte) verantwortlich. 

### Musikalische Karriere
- Irony (2004–2009, seit 2018): Ruhnow war Leadsänger und Texter der süddeutschen Band. Mit ihr veröffentlichte er mehrere Tonträger, u. a. die EP 2k4 (2004), das Album In the Beginning – Echoes from the Past (2008) sowie die EP Black for More (2019).[1][2]
- Domain (ab 2008): Ruhnow übernahm die Nachfolge von Carsten „Lizard“ Schulz als Sänger von Domain. Er war Sänger und Texter des Konzeptalbums The Chronicles of Love, Hate and Sorrow (2009), das auf Goethes Die Leiden des jungen Werther basiert. Kritiker lobten Ruhnows klare und kraftvolle Stimme als gelungenen Wechsel im Line-up.[3][4][5]
- Tokyo Blade (2010–2014): Ruhnow war Sänger auf dem Album Thousand Men Strong (2011) sowie weiteren Veröffentlichungen wie Camp 334 und Stick It. Mit Tokyo Blade trat er unter anderem 2011 auf dem Wacken Open Air (Wet Stage) auf.[6]
- Mojo Blizzard (seit 2018): Ruhnow ist Sänger und Texter der Stoner-Metal-Band Mojo Blizzard. Mit der Band veröffentlichte er die Studioalben Lost in Space II (2020) und The Evil Crown (2023). Die Band legt Wert auf ein analoges Klangbild, politische Botschaften und künstlerische Eigenständigkeit.[7]
- Timeless Rage (seit 2023): Seit 2023 ist Ruhnow Sänger der süddeutschen Symphonic-/Power-Metal-Band Timeless Rage. Er wirkt auf den Singles Ocean Twilight (2023) und The Devil’s Masquerade (2024) mit.[8]

## Stimmfach und Technik
Ruhnow ist ein dramatischer Bariton mit einem dokumentierten Stimmumfang von C2 bis G5, was über 3½ Oktaven entspricht. Seine Stimme kombiniert klassische Resonanz mit modernen Metaltechniken wie Belting, Head Voice und Twang. Er ist in der Lage, sowohl tiefe Erzählpassagen als auch hohe Refrains und kraftvolle Shouts stilistisch sicher abzubilden.
Ruhnow verfügt über jahrzehntelange Erfahrung im Studio und auf der Bühne. Er ist auf nationalen und internationalen Festivals aufgetreten, unter anderem beim Wacken Open Air. 

## Diskografie (Auswahl)
| Jahr | Titel                                   | Format | Band/Projekt  |
| ---- | --------------------------------------- | ------ | ------------- |
| 2004 | 2k4                                     | EP     | Irony         |
| 2008 | In the Beginning – Echoes from the Past | Album  | Irony         |
| 2009 | The Chronicles of Love, Hate and Sorrow | Album  | Domain        |
| 2011 | Thousand Men Strong                     | Album  | Tokyo Blade   |
| 2013 | The Mask Within                         | Album  | Nick Hellfort |
| 2019 | Black for More                          | EP     | Irony         |
| 2020 | Lost in Space II                        | Album  | Mojo Blizzard |
| 2023 | The Evil Crown                          | Album  | Mojo Blizzard |
| 2023 | Ocean Twilight                          | Single | Timeless Rage |
| 2024 | The Devil’s Masquerade                  | Single | Timeless Rage |